# Phiale tristis
Phiale tristis là một loài nhện trong họ Salticidae.
Loài này thuộc chi Phiale. Phiale tristis được Cândido Firmino de Mello-Leitão miêu tả năm 1945.